# Wirtualna Polska

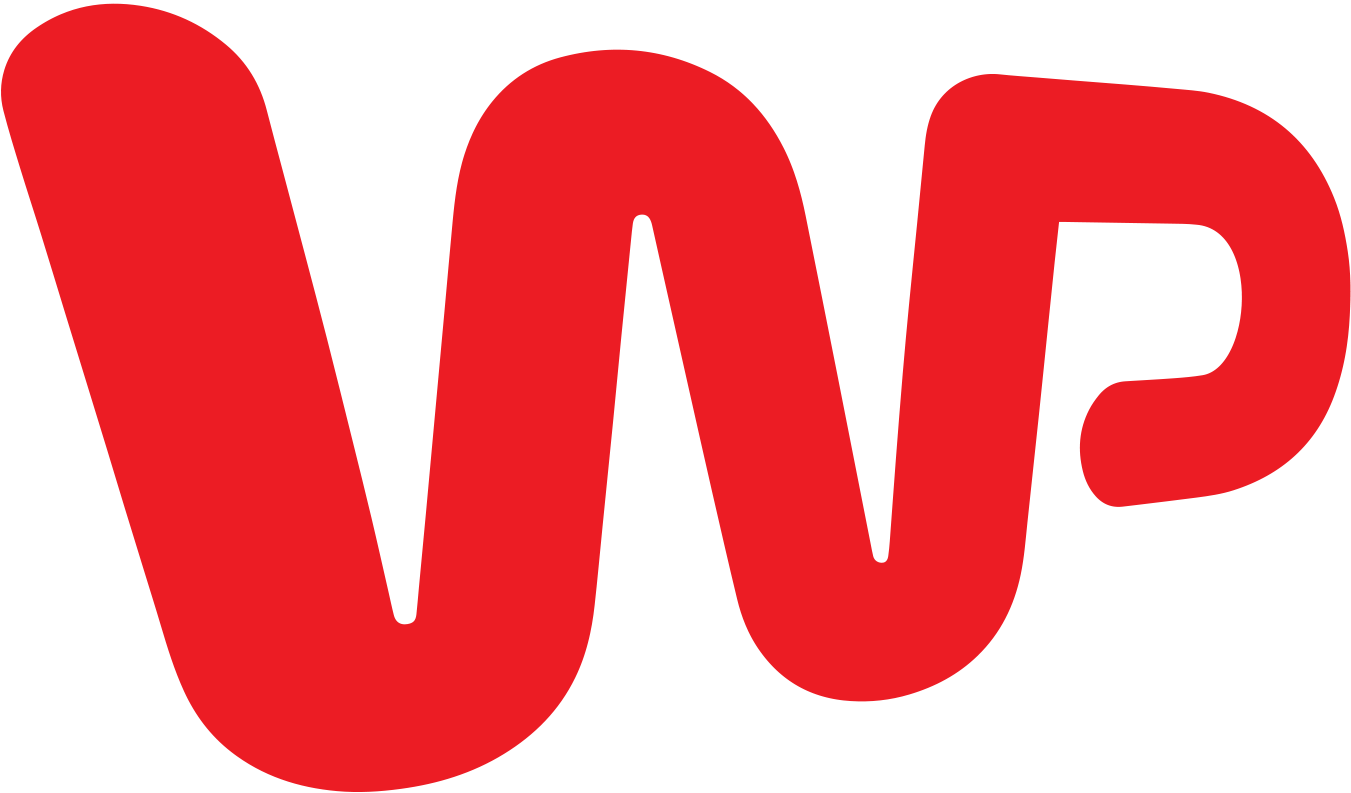
Logo des Unternehmens

Wirtualna Polska gehört zu den größten und bekanntesten Webportalen in Polen. Es wurde im Jahre 1995 von Leszek Bogdanowicz gegründet und gilt als das erste Webportal des Landes.
Nach einer Pressemeldung vom Januar 2005 hatte das Portal im Oktober 2004 ca. 6,1 Mio. Benutzer und dadurch die zweite Position in Polen hinter Onet.pl (6,8 Mio. Benutzer). Den dritten Platz belegte Google mit ca. 5,5 Mio. Benutzern. 
In das Webportal ist eine Suchmaschine integriert. WP agiert auch als ein Internetdienstanbieter und bietet u. a. Dienste wie Hosting, Internetzugang, E-Mail-Benutzerkonto an.
Vor der Parlamentswahl in Polen 1997 hat das Portal gemeinsam mit der Redaktion der Zeitung Rzeczpospolita und dem Technologiezentrum Centrum Nowych Technologii Präsentationen der beteiligten Parteien und der ca. 7000 Kandidaten, Diskussionen in einem Webforum und anschließend eine virtuelle Testwahl organisiert. Diese Aktion wurde mit großem Interesse durch die polnischen Massenmedien begleitet. Sie gilt als die erste Internetwahl in Polen. Bei 867 abgegebenen Stimmen war das simulierte Ergebnis vom echten Wahlergebnis weit entfernt. So hat z. B. die Freiheitsunion (pl. Unia Wolności, UW) bei der Testwahl 41,5 % der Stimmen bekommen, aber bei der wirklichen Wahl nur 13,37 %.
Das Unternehmen ist an der Warschauer Börse notiert und im polnischen Mittelwerteindex mWIG40 enthalten.